# آسپازیا
آسپازیا نام هنری الزا یوهانا امیلیا لیزته پلیکشانه (نام اصلی الزا روزنبرگا; ۱۶ مارس ۱۸۶۵ – ۵ نوامبر ۱۹۴۳) بود، یک شاعر و نمایشنامه‌نویس لاتویایی بود.

## زندگی‌نامه
آسپازیا در سال ۱۸۶۵ در خانواده‌ای دهقانی ثروتمند در دهستان دوبله در فرمانداری کورلند نزدیک یلگاوا به دنیا آمد و بزرگ شد. او در آنجا تحصیل کرد و در سازمان‌های جوانان فعالیت داشت. او در سال آخر تحصیلات خود مدرسه را ترک کرد و در سال ۱۸۸۶ با ویلهلم ماکس والتر ازدواج کرد. بعدها به ادبیات، عمدتاً نویسندگان آلمانی علاقه‌مند شد. اولین اثر منتشر شده او در سال ۱۸۸۷ در روزنامه دیئناس لاپا ظاهر شد. در سال ۱۸۹۱ از همسرش جدا شد و تا سال ۱۸۹۳ به عنوان معلم خصوصی در دهستان یائون‌سورلوکا کار کرد. در سال ۱۸۹۳ در ریگا مستقر شد و به عنوان روزنامه‌نگار شروع به کار کرد. در سال ۱۸۹۴، اولین نمایشنامه‌های او وایدلوته و حقوق از دست رفته در ریگا اجرا شدند.
در آن سال‌ها او با یانیس پلیکشانس (بیشتر با نام راینیس شناخته می‌شود) آشنا شد، یک ویراستار روزنامه، شاعر، وکیل و رهبر جنبش جریان نو. تحت تأثیر او، آسپازیا به جریان نو پیوست. این زوج در سال ۱۸۹۷ پس از سرکوب جریان نو، به پانه‌وژیس، لیتوانی نقل مکان کردند و در همان سال، اولین مجموعه شعر خود را منتشر کرد. به دلیل فعالیت‌هایش، راینیس به زندان افتاد و بعداً از سال ۱۸۹۷ تا ۱۹۰۳ به پنج سال تبعید در روسیه محکوم شد و آسپازیا او را همراهی کرد. آنها با هم بسیاری از آثار گوته را به لتونیایی ترجمه کردند. بعداً به لتونی بازگشتند و به نوشتن ادامه دادند، در حالی که راینیس نیز در سیاست‌های سوسیالیستی شرکت کرد.
انقلاب ۱۹۰۵ در ژانویه با اعتراضاتی در سن پترزبورگ آغاز شد. در عرض چند روز، اعتراضات به ریگا گسترش یافت و بسیاری در ۱۳ ژانویه ۱۹۰۵ کشته شدند. نمایشنامه آسپازیا به نام «وایدلوته» (راهبه) در ژانویه اجرا شد و به عنوان یک فراخوان جدایی از روسیه امپریالیستی تعبیر شد. (راینیس همچنین مجموعه‌ای از شعرهای انقلابی به نام بذر طوفان منتشر کرد) تزار دستور سرکوب داد و بسیاری از انقلابیون در سال‌های ۱۹۰۵–۱۹۰۶ دستگیر و کشته شدند؛ بنابراین، راینیس و آسپازیا به سوئیس فرار کردند و از سال ۱۹۰۵ تا ۱۹۲۰ در تبعید در کاستانیولا زندگی کردند.
پس از بازگشت به لتونی مستقل پس از جنگ جهانی اول، آسپازیا در جنبش فمینیستی فعال بود. او همچنین به حزب کارگران اجتماعی دموکراتیک لتونی پیوست و به مجمع قانون اساسی انتخاب شد. پس از مرگ راینیس در سال ۱۹۲۹، آسپازیا به‌طور خصوصی در ریگا یا در خانه تابستانی خود در دوبولتی زندگی می‌کرد. او در ۵ نوامبر ۱۹۴۳ در دوبولتی درگذشت و در قبرستان راینیس در ریگا، در کنار همسرش به خاک سپرده شد.

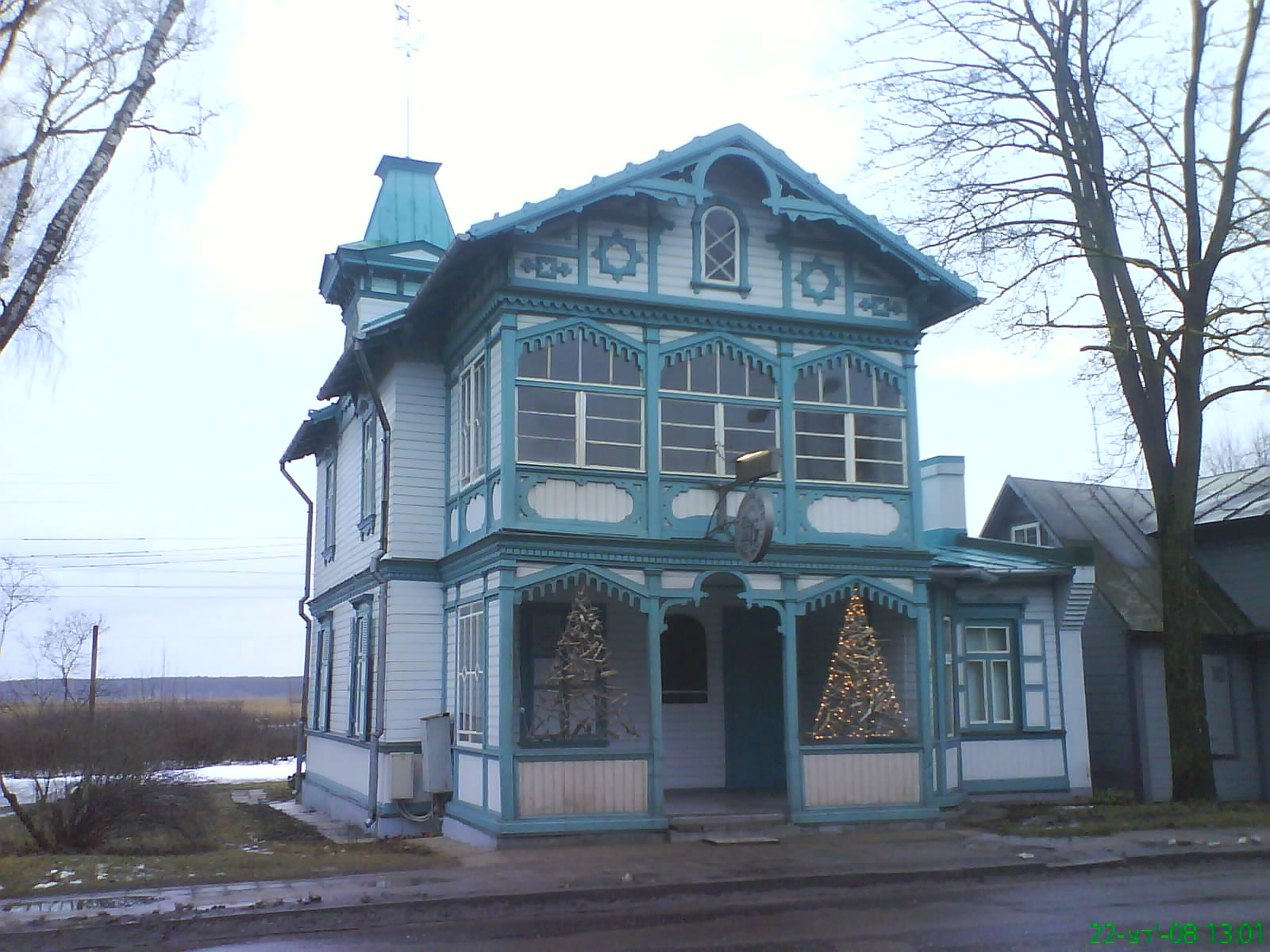
خانه تابستانی آسپازیا در دوبولتی

## آثار ادبی
اولین آثار آسپازیا واقع‌گرایانه هستند، اما بیشتر آثار او نئورمانتیک هستند. برخی از آثار او نگاهی نوستالژیک به گذشته دارند. به عنوان مثال، نمایشنامه وایدلوته (خدمتکار زن به خدایان در اساطیر لیتوانی) که در سال ۱۸۹۴ نوشته شده است، در دوک‌نشین بزرگ لیتوانی در قرن ۱۴ اتفاق می‌افتد. نمایشنامه‌های حقوق ساده و اهداف نرسیده بحث‌های زیادی را برانگیختند زیرا علیه جامعه پدرسالاری اعتراض داشتند. نمایشنامه پرده نقره‌ای به عنوان بهترین اثر او محسوب می‌شود. در سال ۱۹۲۳، او نمایشنامه‌ای به نام آسپازیا نوشت.

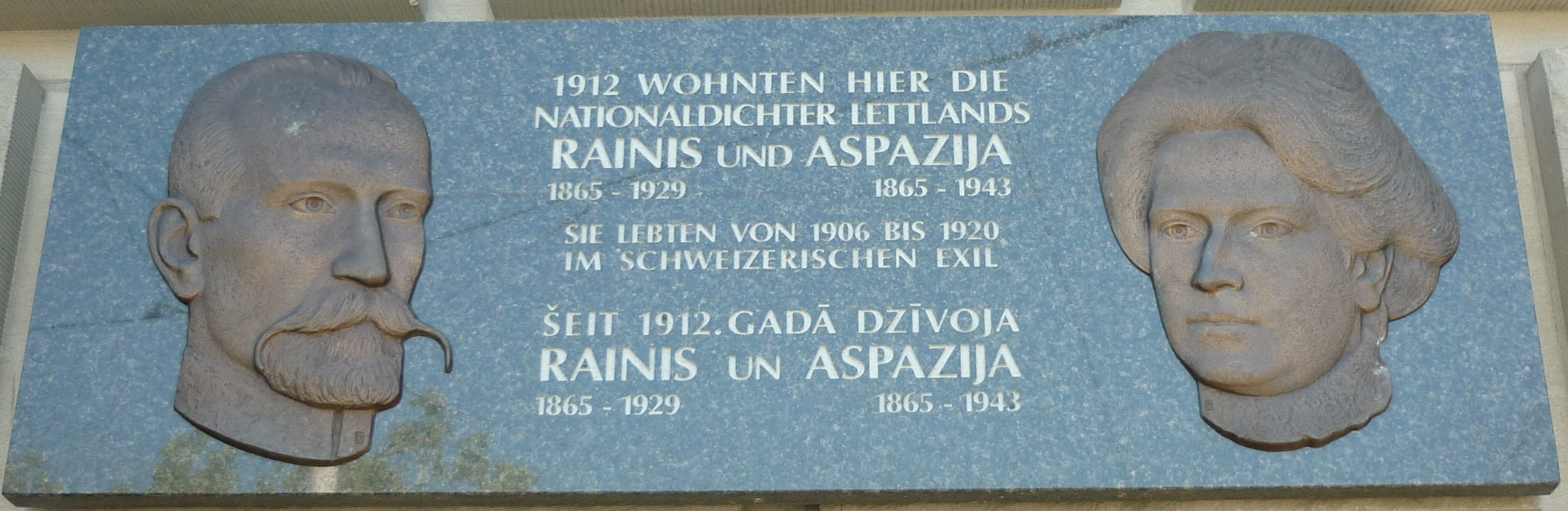
لوح یادبود راینیس و آسپازیا در زوریخ، سوئیس

در مجموعه شعر گل‌های سرخ، چیزهای ساده و عادی به‌صورت رمانتیک دیده می‌شوند. در عین حال، شعرهای او پر از نور، تخیل و حالت‌های شورشی هستند. در غروب روح (۱۹۰۴)، حالت‌های بدبینانه غلبه می‌کنند.
در حالی که در خارج از کشور زندگی می‌کرد، آسپازیا مجموعه شعرهایی به نام گوشه آفتابی و گسترش بال‌ها نوشت که جنبه‌های اجتماعی کمتری داشتند و متن‌های بیشتر صمیمی، کمتر شورشی علیه جامعه و احساسات شخصی بیشتری داشتند.